# Aeroportul Londra Gatwick
Aeroportul Gatwick (/ ɡætwɪk /), cunoscut și ca London Gatwick (IATA: LGW, ICAO: EGKK), este un aeroport internațional important de lângă Crawley, Sussex, din sud-estul Angliei, la 47,5 km de la centrul Londrei. Acesta este cel de-al doilea cel mai aglomerat aeroport prin trafic total de pasageri în Regatul Unit, după aeroportul Heathrow. Gatwick este cel de-al optulea cel mai aglomerat aeroport din Europa. Până în 2017, a fost cel mai aglomerat aeroport cu o singură pistă utilizată din lume, acoperă o suprafață totală de 674 hectare.
Deserveste aproximativ doua sute de destinatii, peste 45,5 milioane de pasageri folosesc anual aeroportul, cu 285.969 decolări si aterizări in 2017. Companiile aeriene charter nu sunt deservite de Aeroportul Heathrow, prin urmare, Gatwick este folosit ca aeroport principal pentru Londra și sud-estul Angliei de aceste companii. În ultimii 30 de ani, aeroportul a fost utilizat de companiile aeriene care zboară între Statele Unite ale Americii și Regatul Unit, din cauza restricțiilor aeroportului, în temeiul unui acord interguvernamental încheiat între Statele Unite și Regatul Unit. Aeroportul este bază pentru British Airways, EasyJet și Virgin Atlantic.

## Istoric
Numele "Gatwick" este menționat pentru prima dată în 1241, fiind denumirea moșiei, care a existat pe locul aeroportul de astăzi până la sfârșitul secolului XIX. Ea provine de la cuvintele anglo-saxone gāt (capră) și wīc (fermă), adică "fermă de capre".
În 1841, pe lângă fermă a fost construită Calea Ferată Londra-Brighton, datorită căreia a fost construită și o stație de cale ferată. În 1890, ferma a fost vândută și în locul său a fost înființat un hipodrom. În timpul primului război mondial, hipodromul a guzduit cursele de cai Grand National.

### 1920-1945
În anii 1920, o parte din terenul din apropierea hipodromului (Ferma Hunts Green) a început să fie folosită ca aerodrom, și în august 1930 a obținut licență. În 1930 a fost creat Clubul Surrey Aero. Prima clădire a Clubului Aero a fost clădirea veche a fermei Hunts Green.
În 1932, compania Redwing Aircraft a cumpărat aerodromul și a început să-l folosească pentru pregătirea piloților. În 1933 a fost vândut unui investitor, care avea un proiect de construcție și dezvoltare a aeroportului. Ministerul Aviației a aprobat folosirea Gatwick-ului pentru zboruri comerciale în anul următor, iar în 1936 deja erau efectuate zboruri regulate către continent. Terminalul rotund, numit "Beehive", a fost construit simultan cu linia de cale ferată subterană spre Gara Gatwick, iar acum pasagerii puteau călători de la Gara Victoria la aeroport fără transferuri. Două accidente în 1936 au pus sub semnul întrebării securitatea aeroportuară. Mai mult decât atât, la aeroport erau frecvente ceața și inundațiile. Noua cale ferată subterană era frecvent inundată de ploile abundente. Aceste circumstanțe, precum și necesitatea unei piste mai lungi, au forțat compania British Airways Ltd. de a trece la Aeroportul Croydon în 1937. Gatwick a rămas aeroport de zboruri private și a semnat un acord cu British Air Force în vederea creării unii școali de piloți militari. În afară de aceasta la aeroport au apărut companiile de reparații aeriene.
Aeroportul Gatwick a fost luat de Forțele Aeriene Britanice în 1939 și a fost folosit ca bază de reparații a avioanelor British Air Force.

### 1945-1970
După război, armata a continuat să folosească aeroportul, însă flota avioanelor militare era deja redundantă și avioanele au fost închiriate de companii private de charter, care efectuau zborurile din Gatwick. Inițial, majoritatea zborurilor comerciale au fost de transport, deși aeroportul suferea în continuare de sistem de drenare prost și era folosit puțin. În noiembrie 1948, proprietarii aeroportului au cerut returnarea aeroportului, iar în noiembrie 1949 aeroportul a fost întors proprietarilor.
Cel de-al doilea aeroport din Londra a fost Aeroportul Stansted, și viitorul Aeroportului Gatwick a devenit incert. În pofida protestelor din partea autorităților locale, în 1950 Cabinetul de Miniștri a decis că Gatwick ar trebui să se dezvolte ca o alternativă Aeroportului Heathrow. Planurile de dezvoltare au fost anunțate de guvern în iulie 1952, iar aeroportul a fost închis pentru o reconstrucție globală costisitoare (7,8 milioane lire sterline) pentru perioada 1956-1958. Pe data de 9 iunie 1958, Elizabeta II a deschis oficial aeroportul, aterizând pe el cu un De Havilland Heron.
Reînnoitul Gatwick a devenit primul aeroport din lume cu conexiuni feroviare directe și unul dintre primele, care a folosit un terminal cu dale complet închise, care permiteau pasagerilor să se apropie cât mai mult de locul de aterizare sub acoperiș. Teletrapele a apărut după reconstrucția de la sfârșitul anilor 1970 - începutul anilor 1980.
British Airways au început zborurile din Gatwick, iar BEA Helicopters a deschis aici o bază. British West Indian Airways (BWIA) și Sudan Airways au fost primele companii străine care au deschis zboruri directe de la Gatwick.
De la sfârșitul anilor 1950, un număr tot mai mare de companii aeriene private britanice au început să se stabilească la Gatwick. Prima dintre acestea a fost Morton Air Services, care și-a transferat toate operațiunile în Gatwick după închiderea aeroportului Croydon. Ei au fost urmați de Airwork, Hunting-Clan și Transair. În iulie 1960, aceste companii au fuzionat în British United Airways (BUA). În anii 1960, BUA era cea mai mare companie aeriană independentă din Marea Britanie. La acea vreme, ea a fost și cel mai mare client al Aeroportului Gatwick. Până la sfârșitul deceniului, a devenit, de asemenea, cel mai mare operator de zboruri de pe aeroport, lungimea totală a zborurilor sale sale ajungând la 71.000 km. Zborurile erau efectuate spre trei continente: Europa, Africa și America de Sud. Aceste zboruri au fost întreținute de cele mai moderne la acea vreme BAC One-Eleven și Vickers VC-10.

### 1970 - prezent
La sfârșitul lunii noiembrie 1970, BUA a fost achiziționată de compania aeriană charter din Scoția - Caledonian Airways. Noua companie a fost inițial denumită Caledonian / BUA. În septembrie 1971 dennumirea a fost schimbată în British Caledonian. Zborurile BUA au permis ca Caledonian să devină o companie aeriană regulară. Pe lângă rutele moștenite de la BUA, în anii 1970 și 1980 au fost lansate noi zboruri regulare către Europa, Africa de Nord și de Vest, America de Nord precum și spre Orientul Mijlociu și cel Îndepărtat.
În noiembrie 1972, Laker Airways a devenit primul operator de aeronave cu fuselaj larg din Gatwick, după achiziționarea a două McDonnell-Douglas DC-10. Flota DC-10 a companiei Laker Airways a crescut constant în anii 1970 și la începutul anilor 1980, ajungând la un total de 30 de aeronave. Aceasta a permis lansarea zborurilor zilnice pe distanțe lungi de la Gatwick la prețuri mici, între aeroportul Gatwick și aeroportul New York, din 1 septembrie 1977.
British Caledonian a fost, de asemenea, un operator mare de DC-10-30 în Gatwick, achiziționând primele două aeronave din această serie în martie și mai 1977. Ulterior, compania a început să utilizeze o flotă mică de Boeing 747-200, achiziționând prima astfel de aeronavă în 1982.
Dan-Air și Air Europe au fost, de asemenea, companii aeriene independente britanice, care au jucat un rol important în Gatwick în anii 1970, 1980 și începutul anilor 1990, având un impact enorm asupra dezvoltării aeroportului și a rețelei sale de zboruri.
În legătură cu creșterea fluxului de pasageri către terminal, în 1983 a fost adăugat un satelit rotund, conectat la terminalul principal prin primul sistem de livrare automată a pasagerilor în Marea Britanie (astăzi este dezafectat). Cu toate acestea, era necesitate de o capacitate și mai mare.
Construcția Terminalului de Nord a început în 1983: a fost cel mai mare proiect de construcții la sud de Londra, în anii 1980. Terminalul a fost deschis de către Regina Elizabeta a II-a în 1988 și a fost extins în 1991. De Terminalul de Sud, acesta a fost legat prin metro. Cea mai mare extindere a sălii de plecări a Terminalului de Nord a fost finalizată în 2001.
În anul 2000, a fost finalizată extinderea Terminalului de Sud, iar în 2005, au fost modernizate și contoarele de bagaje, dublându-și capacitatea. În ultimii ani, Terminalul de Sud a fost utilizat în cea mai mare parte de companiile aeriene low-cost, deoarece multe dintre companiile obișnuite s-au mutat în noul Terminal de Nord.
Începând cu sfârșitul anului 2007, companiile aeriene British Airways și EasyJet sunt cele mai mari companii aeriene deservite de Aeroportul Gatwick, ocupând respectiv 25% și 17% din numărul de pasageri.

## Acces
Aeroportul este situat la 14 km de autostrada M23, care face legătura cu Londra până la șoseaua de centură M25. Drumul Londra-Brighton (A23) și drumul A217, de asemenea trec prin Gatwick.
Gara aeroportului, care este situată în apropiere de Terminalul de Sud, oferă servicii de transport cu trenul rapid și frecvent pe Brighton Main Line spre Londra Victoria și stația London Bridge, precum și spre sud, spre Brighton. Gatwick Express, cel mai cunoscut transportator, merge spre Gara Victoria, destinația cea mai populară, însă mai mulți operatori, inclusiv Southern, First Capital Connect, Virgin Trains și First Great Western Link, oferă servicii de transport spre Gara Victoria. First Capital Connect oferă transport direct către Aeroportul Luton, iar pasagerii fără bagaje sau cu bagaje ușoare pot ajunge pe Aeroportul Heathrow cu autobuzul X26 Express Bus de la stația de autobuz de lângă stația de cale ferată East Croydon.
National Express oferă servicii de transport de pasageri între aeroporturile Gatwick, Heathrow și Stansted, precum și în localitățile din jurul Londrei. Pe lângă aceasta, există o rețea extinsă de rute de autobuze de la alți operatori.
La aeroport există mai multe parcări pe termen lung și pe termen scurt în și în jurul zonei aeroportuare, însă ele sunt adesea aglomerate în timpul lunilor de vară.

## Incidente și accidente
17 februarie 1959 - Vickers Viscount al companiei Turkish Airlines sa prăbușit lângă Horley, în timp ce ateriză la Gatwick. Avionul a atins copacii și a căzut pe o casă. 14 din cei 22 de oameni aflați la bord au decedat. Printre supraviețuitori au fost prim-ministrul turc Adnan Menderes și secretarul general al Ministerului Afacerilor Externe Melih Esenbel.
5 ianuarie 1969 - Boeing 727-113C, care efectua zborul 701 Ariana Afghan Airlines de la Frankfurt pe Main sa prăbușit pe o clădire în timp ce încerca să aterizeze în condiții de vizibilitate redusă. 50 din 66 de persoane aflate la bord au decedat și două victime au fost înregistrate la sol.

## Traficul de pasageri
|  | Graficele sunt indisponibile din cauza unor probleme tehnice. Mai multe informații se găsesc la Phabricator și la wiki-ul MediaWiki. |

Vezi interogarea Wikidata.